# Georges Danloy
Georges Danloy (Brussel, 9 februari 1911 - Hoei, 19 oktober 1999) was een Belgische generaal-majoor die samen met luitenant-kolonel Edouard 'Eddy' Blondeel aan de basis stond van de oprichting van de huidige Belgische paracommando's.
Nadat hij een licentie in de economische en financiële wetenschappen behaalde aan de ULB, werd hij reserveofficier bij de artillerie. In 1939 werd luitenant Danloy opgeroepen en nam deel aan de Achttiendaagse Veldtocht. Na afloop hiervan kon hij zich niet neerleggen bij de nederlaag. Daarom besloot hij de strijd voort te zetten en vertrok naar Engeland.
Bij de Belgische strijdkrachten in Groot-Brittannië leidde luitenant (weldra kapitein) Danloy een peloton en daarna een compagnie fuseliers. Hij wilde de strijd zo snel mogelijk hervatten en slaagde erin het bevel te krijgen over een Belgische eenheid die deel uitmaakte van de Commandotroepen die de Britten aan het oprichten waren.
Na de zware commandotraining met succes te hebben volbracht, werd de Belgische eenheid ingezet in Italië, Joegoslavië, op Walcheren en vervolgens in Duitsland. Zijn eigen levendig enthousiasme en dat van de mannen die hij trainde, zorgden ervoor dat Georges Danloy overal de mooiste eerbetuigingen ontving van de chefs die hem onder hun orders hadden.
Na de oorlog besloot Danloy in het leger te blijven. Hij werd majoor, dan luitenant-kolonel en richtte het Trainingscentrum voor Commando's op. In 1951 werd hij de eerste commandant van het nieuw opgerichte Regiment Paracommando. Vervolgens stond hij aan het hoofd van de Zestiende Infanteriebrigade in Duitsland, en daarna van de Infanterieschool.
In juli 1964 werd hij vleugeladjudant van koning Boudewijn en op 26 december van datzelfde jaar werd hij bevorderd tot generaal-majoor. In 1983 brengt koning Boudewijn hem de grootste hulde door hem de titel van baron te verlenen.
Georges Baron Danloy KCVO MBE  stierf op 88-jarige leeftijd.
Ter gelegenheid van de 50e verjaardag van de Paracommando's (2002) kreeg generaal-majoor Danloy het peterschap over de 142ste Promotie Sociale en Militaire Wetenschappen van de Koninklijke Militaire School.

## Onderscheidingen
- Grootofficier in de Kroonorde
- Commandeur in de Leopoldsorde Palm
- Commandeur in de Orde van Leopold II met Palm
- Oorlogskruis 1940-1945 met 3 Palmen
- Militair Kruis 1ste klasse
- Herinneringsmedaille van den Oorlog 1940-1945
- Kruis der Ontsnapten 1940-1945
- Koninklijke Orde van Victoria (Verenigd Koninkrijk)
- Lid in de Orde van het Britse Rijk (Verenigd Koninkrijk)
- Grootkruis in de Orde van Verdienste van Adolf van Nassau (Luxemburg)
- Grootkruis in de Grootkruis der Orde van Verdienste (Luxemburg)
- Grootkruis in de Orde van Sint-Olaf (Noorwegen)
- Officier in het Legioen van Eer (Frankrijk)
- Croix de Guerre 1939-1945 met Palm (Frankrijk)
- 1939-1945 Ster (Verenigd Koninkrijk)
- Frankrijk en Duitsland Ster (Verenigd Koninkrijk)
- Italië Ster
- Defensiemedaille (Verenigd Koninkrijk)
- Médaille de la France libérée (Frankrijk)
- Grootofficier in de Orde van Verdienste (Tunesië)
- COMMANDO A Brevet